# Barbara Carrera
Barbara Carrera (San Carlos, 31 dicembre 1945) è un'attrice ed ex modella nicaraguense, cresciuta artisticamente negli Stati Uniti e candidata al Golden Globe per la migliore attrice debuttante nel 1976 e al Golden Globe per la migliore attrice non protagonista nel 1984.

## Biografia
La madre, Florencia Carrera, era nicaraguense e il padre, Louis Kingsbury, era uno statunitense che lavorava per l'ambasciata americana in Nicaragua.
Negli anni ottanta ha interpretato decine di film e numerose serie TV. È stata una Bond girl nel film di 007 Mai dire mai (1983), con Sean Connery e Kim Basinger, e ha poi interpretato il ruolo di Angelica Nero nella serie televisiva Dallas. Sempre negli anni ottanta, all'apice del successo, ha realizzato una copertina per Playboy. Negli anni successivi ha diminuito i suoi impegni limitandosi a ruoli da guest star in molti telefilm, pur non trascurando ritorni cinematografici.

### Vita privata
Barbara Carrera, che non ha figli, è stata sposata tre volte e i suoi mariti sono stati il nobile tedesco Otto Kurt Freiherr von Hoffman, dal 1966 al 1972, il modello tedesco Uwe Harden, dal 1972 fino al divorzio avvenuto nel 1976, e l'armatore greco Nicholas Mark Mavroleon, sposato il 16 marzo 1983 fino al divorzio definitivo.
Tra i matrimoni, Carrera ebbe relazioni sentimentali con Robert De Niro, Robert Evans, Alexander Godunov, Philip Niarchos, Richard Gere e Ryan O'Neal. Dopo il suo terzo matrimonio, ebbe una relazione con Henry Percy, 11º Duca di Northumberland.

## Filmografia parziale

### Cinema
- Il giorno del grande massacro (The Master Gunfighter), regia di Frank Laughlin (1975)
- Embryo, regia di Ralph Nelson (1976)
- L'isola del dr. Moreau (The Island of Dr. Moreau), regia di Don Taylor (1977)
- Ormai non c'è più scampo (When Time Ran Out...), regia di James Goldstone (1980)
- Condorman, regia di Charles Jarrott (1981)
- Io, la giuria (I, the Jury), regia di Richard T. Heffron (1982)
- Mai dire mai (Never Say Never Again), regia di Irvin Kershner (1983)
- Una magnum per McQuade (Lone Wolf McQuade), regia di Steve Carver (1983)
- I 4 dell'Oca selvaggia II (Wild Geese II), regia di Peter R. Hunt (1985)
- Una fabbrica di matti (The Underachieviers), regia di Jackie Kong (1987)
- Amore di strega (Love at Stake), regia di John Moffitt (1987)
- Strega per un giorno (Wiched Stepmother), regia di Larry Cohen (1989)
- Seduttore a domicilio (Loverboy), regia di Joan Micklin Silver (1989)
- È solo l'amore che conta (Love Is All There Is), regia di Joseph Bologna, Renée Taylor (1994)
- L'incantesimo del corvo (Waking Up Horton), regia di Harry Bromley Davenport (1998)
- Panico nel vuoto (Panic), regia di Bob Misiorowski (2001)

### Televisione
- Colorado (Centennial) – miniserie TV, 12 episodi (1978-1979)
- Matt Houston – serie TV, 1 episodio (1982)
- Dallas – serie TV, 25 episodi (1985-1986)
- JAG - Avvocati in divisa  (JAG) – serie TV, 1 episodio (1998)
- Giudice Amy (Judging Amy) – serie TV, 2 episodi (2004)

## Riconoscimenti
- Golden Globe
  - 1976 – Candidatura alla miglior attrice debuttante per Il giorno del grande massacro
  - 1984 – Candidatura alla miglior attrice non protagonista per Mai dire mai

## Doppiatrici italiane
- Paila Pavese in Mai dire mai
- Alida Cappellini in Una magnum per McQuade
- Vittoria Febbi in Seduttore a domicilio
- Stefania Giacarelli in Dallas